# Willard White
Sir Willard Wentworth White (Kingston, 10 ottobre 1946) è un basso-baritono britannico di origini giamaicane.

## Biografia
Nato in una famiglia molto povera, White iniziò ad accostarsi alla musica ascoltando la radio e cantando le canzoni di Nat King Cole. Un'altra sua fonte di ispirazione era il cantante e attivista per i diritti civili statunitense Paul Robeson. Fondò il Jamaica Folk Singers e cantò con la Jamaica Amateur Operatic Society, e studiò presso la Jamaican School of Music. In visita in Giamaica, Evelyn Rothwell, moglie del direttore d'orchestra John Barbirolli, lo sentì cantare e gli suggerì di trasferirsi a Londra per perfezionarsi negli studi. Ma il viaggio per Londra era troppo costoso, perciò il padre di White comprò un biglietto di sola andata per New York: là il giovane vinse una borsa di studio e poté frequentare la prestigiosa Juilliard School, dove il suo maestro fu il basso Giorgio Tozzi.

### Carriera
Nel maggio 1971 White fece il suo debutto nel ruolo dello schiavo fuggitivo Jim nella produzione curata dalla Juilliard American Opera Company dell'opera di Hall Overton, Huckleberry Finn. 
Nel 1974, sempre a New York, fu Colline in La bohème con la New York City Opera e nel 1975 Ned in Treemonisha di Scott Joplin al Houston Grand Opera.
Nel 1976 cantò in Porgy and Bess e quindi per la prima volta a Londra con l'English National Opera nel ruolo di Seneca in L'incoronazione di Poppea di Monteverdi. 
Nel 1982 al Teatro Comunale di Firenze è Escamillo in Carmen (opera) diretto da Georges Prêtre con Fiorenza Cossotto e Veriano Luchetti.
Nel 1985 al Teatro La Fenice di Venezia è Osmin in Zaide.
Si esibì al Met, al Covent Garden, all'Opéra Bastille di Parigi, nei teatri d'opera di San Francisco, Los Angeles e delle maggiori città europei, nonché ai Festival di Glyndebourne, Aix-en-Provence e di Salisburgo. 
Nel 1990 a Salisburgo è Plutone ne L'Orfeo diretto da John Eliot Gardiner con gli English Baroque Soloists.
Nel 1995 a Los Angeles è Golaud in Pelléas et Mélisande (opera) diretto da Esa-Pekka Salonen.
Ancora a Salisburgo nel 1997 è Nekrotzar in Le Grand Macabre di György Ligeti diretto da Salonen con la Philharmonia Orchestra e nel 1999 Méphistophélès ne La damnation de Faust diretto da Sylvain Cambreling con la Staatskapelle Berlin.
Nel 2000 a Parigi è Méphistophélès ne La damnation de Faust in concerto diretto da Christoph von Dohnányi nella Salle Pleyel e canta nella prima assoluta di El Niño di John Adams (compositore) nel Théâtre du Châtelet diretto da Kent Nagano con Dawn Upshaw e Lorraine Hunt Lieberson.
Nel 2001 canta in El Niño diretto da Nagano con la Upshaw e la Hunt Lieberson a San Francisco.
Il suo repertorio comprende i ruoli classici per basso-barino di Mozart, Händel, Rossini, Verdi, Puccini e Wagner, ma White si è cimentato anche in ruoli meno noti come Barbablù ne Il castello di Barbablù di Béla Bartók, Golaud in Pelléas et Mélisande di Claude Debussy, Celio in L'amore delle tre melarance di Sergej Sergeevič Prokof'ev, il ruolo eponimo nel Saint-François d'Assise di Olivier Messiaen, Nekrotzar in Le Grand Macabre di György Ligeti, Claggart in Billy Budd di Benjamin Britten, El Niño di John Adams, Nick Shadow in The Rake's Progress e Creonte nell'Oedipus rex di Igor' Fëdorovič Stravinskij, il ruolo eponimo nel Boris Godunov e Ivan in Kovancina di Modest Petrovič Musorgskij.
È sua la voce di uno dei cantanti che doppiarono il film biografico su Mozart Amadeus, di Miloš Forman. Nel 2005 cantò l'oratorio di Michael Tippett A Child of our Time alla prima notte dei Proms.
White si è cimentato anche come attore, partecipando alla produzione dell'Otello della Royal Shakespeare Company (1990), con Ian McKellen nel ruolo di Iago e Imogen Stubbs in quello di Desdemona, e alla produzione per il Festival di Glyndebourne del 1993 dell'opera Porgy and Bess, in entrambi i casi per la regia di Trevor Nunn.

## Riconoscimenti
Nel 1977 una registrazione di Porgy and Bess, in cui White cantava il ruolo di Porgy, si aggiudicò il Grammy Award. Nel 1995 White fu nominato Commendatore dell'Ordine dell'Impero Britannico e nel 2004 fu nominato cavaliere durante i festeggiamenti per il compleanno della regina Elisabetta II. Nel 2000 Sir Willard White ricevette in ordine l'Order of Merit dal suo Paese natale, la Giamaica.

## Discografia
- Adam: El Niño - Dawn Upshaw/Deutsches Symphonieorchester Berlin/Kent Nagano/Steven Rickards/Willard White/Lorraine Hunt Lieberson, 2001 Warner Nonesuch
- Bernstein: Symphony No. 3, 'Kaddish' - Chichester Psalms - Ian Tracey/Liverpool Philharmonic Youth Choir/Liverpool Metropolitan Cathedral Choir/Royal Liverpool Philharmonic Orchestra & Choir/Willard White/Yvonne Kenny/Gerard Schwarz/Michael Small, 2005 Milken Family Foundation
- Britten, Gloriana - Mackerras/Barstow/Langridge, 1992 Decca
- Copland: Old American Songs & American Spirituals - Graeme McNaught/Willard White, 1991 Chandos
- Gershwin, Porgy and Bess - Maazel/White/Mitchell/Conrad/Orchestra di Cleveland, 1975 Decca - Grammy Award for Best Opera Recording 1977
- Mendelssohn: Elijah - London Symphony Orchestra/Richard Hickox, 1989 Chandos
- Monteverdi, Orfeo - Gardiner/Otter/Argenta/Rolfe J, Archiv Produktion
- Mozart, Requiem/Kyrie - Gardiner/Bonney/Otter/White, 1986 Philips
- Paul McCartney: Liverpool Oratorio - Royal Liverpool Philharmonic Orchestra & Choir/Choristers of Liverpool Cathedral/Carl Davis/Dame Kiri Te Kanawa/Sally Burgess/Jerry Hadley/Willard White, 1991 MPL
- Strauss R: Elena egizia - Dorati/Jones/Kastu/Hendricks, 1979 Decca